# Socialförsäkringsutskottet
Socialförsäkringsutskottet (SfU) är ett utskott i Sveriges riksdag. Utskottet bereder frågor om sjukförsäkring, allmän pension, ekonomisk familjepolitik, asyl- och migrationspolitik, integrationspolitik samt svenskt medborgarskap.

## Lista över utskottets ordförande
| Namn | Namn                    | Ämbetsperiod | Politisk tillhörighet |
| ---- | ----------------------- | ------------ | --------------------- |
|      | Sven Aspling            | 1976–1985    | Socialdemokraterna    |
|      | Doris Håvik             | 1985–1991    | Socialdemokraterna    |
|      | Gullan Lindblad         | 1991–1994    | Moderaterna           |
|      | Maj-Inger Klingvall     | 1994–1996    | Socialdemokraterna    |
|      | Börje Nilsson           | 1996–1998    | Socialdemokraterna    |
|      | Berit Andnor            | 1998–2002    | Socialdemokraterna    |
|      | Tomas Eneroth           | 2002–2006    | Socialdemokraterna    |
|      | Gunnar Axén             | 2006–2014    | Moderaterna           |
|      | Fredrik Lundh Sammeli   | 2014–2018    | Socialdemokraterna    |
|      | Johan Forssell          | 2018–2019    | Moderaterna           |
|      | Maria Malmer Stenergard | 2019–2022    | Moderaterna           |
|      | Jessica Rosencrantz     | 2022–2023    | Moderaterna           |
|      | Viktor Wärnick          | 2023         | Moderaterna           |
|      | Jessica Rosencrantz     | 2023–2024    | Moderaterna           |
|      | Viktor Wärnick          | 2024–        | Moderaterna           |

## Lista över utskottets vice ordförande
| Namn | Namn                 | Ämbetsperiod | Politisk tillhörighet |
| ---- | -------------------- | ------------ | --------------------- |
|      | Gullan Lindblad      | 1988–1991    | Moderaterna           |
|      | Doris Håvik          | 1991–1993    | Socialdemokraterna    |
|      | Birgitta Dahl        | 1993–1994    | Socialdemokraterna    |
|      | Gullan Lindblad      | 1994–1998    | Moderaterna           |
|      | Bo Könberg           | 1998–2002    | Folkpartiet           |
|      | Sven Brus            | 2002–2006    | Kristdemokraterna     |
|      | Tomas Eneroth        | 2006–2008    | Socialdemokraterna    |
|      | Veronica Palm        | 2008–2010    | Socialdemokraterna    |
|      | Tomas Eneroth        | 2010–2014    | Socialdemokraterna    |
|      | Elisabeth Svantesson | 2014         | Moderaterna           |
|      | Johan Forssell       | 2014–2018    | Moderaterna           |
|      | Rikard Larsson       | 2018–2022    | Socialdemokraterna    |
|      | Ida Gabrielsson      | 2022–2024    | Vänsterpartiet        |
|      | Tony Haddou          | 2024–        | Vänsterpartiet        |